# Przeczniak
Przeczniak [pronunciación en polaco: /ˈpʂɛt͡ʂɲak/] ( en alemán: Hermannshof) es un asentamiento en el distrito administrativo de Gmina Kętrzyn, dentro del Distrito de Kętrzyn, Voivodato de Varmia y Masuria, en el norte de Polonia. Se encuentra a unos 11 kilómetros al sureste de Kętrzyn y 68 kilómetros al este de la capital regional, Olsztyn.